# Episodi di Un caso per due (terza stagione)
La terza stagione della serie televisiva tedesca Un caso per due, composta da 7 episodi, è andata in onda in Germania sul canale ZDF dal 28 gennaio 1983 al 18 novembre 1983.
In Italia la serie è andata in onda su Rai 2 dal 23 luglio 1986 al 29 luglio 1986.
| nº | Titolo originale                    | Titolo italiano              | Prima TV Germania | Prima TV Italia |
| -- | ----------------------------------- | ---------------------------- | ----------------- | --------------- |
| 1  | Zwielicht                           | Un ragazzo ingenuo           | 28 gennaio 1983   | 23 luglio 1986  |
| 2  | Das Opfer                           | Una donna troppo sola        | 11 marzo 1983     | 4 luglio 1986   |
| 3  | Herr Pankraz, bitte!                | L'orologio antico            | 8 aprile 1983     | 3 luglio 1986   |
| 4  | Der Zeuge                           | Il testimone                 | 6 maggio 1983     | 12 luglio 1986  |
| 5  | Tödliches Viereck                   | Appuntamento mancato         | 23 settembre 1983 | 13 luglio 1986  |
| 6  | Strich durch die Rechnung           | Un piano andato in fumo      | 21 ottobre 1983   | 6 luglio 1986   |
| 7  | Die große Wut des kleinen Paschirbe | La vendetta di un pover'uomo | 18 novembre 1983  | 29 luglio 1986  |

## Un ragazzo ingenuo
- Titolo originale: Zwielicht
- Diretto da: Eugen York
- Scritto da: Peter Hemmer
- Interpreti: Günter Strack: Dr. Dieter Renz, Claus Theo Gärtner: Hermann Josef Matula, Barbara Rudnik: Sigrid Vorholz, Peter Sattmann: Erich Drigalski, Liesel Christ: Frau Schreber, Gerhard Theisen: Jörg Schreber, Horst Bergmann: Herbert Grewe, Ulrich Beiger: vorsitzender Richter, Klaus Götte: ersuchter Richter, Lutz Jörg Nicolai: Gastwirt

### Trama
Dopo la separazione dei genitori, Jörg Schreber vive con la nonna materna. Alla ricerca di un lavoro dopo la scuola, diventa un corriere della droga via ferrovia.

## Una donna troppo sola
- Titolo originale: Das Opfer
- Diretto da: Michael Lähn
- Scritto da: Karl Heinz Willschrei
- Interpreti: Günter Strack: Dr. Dieter Renz, Claus Theo Gärtner: Hermann Josef Matula, Cornelia Froboess: Almut Nolde, Bernd Ripken: Harald Nolde, Claus Eberth: Georg Wilke, Claus-Dieter Reents: Kommissar

### Trama
Dopo il ritorno dell'ex Georg Wilke, Almut Nolde entra in crisi esistenziale. Due anni passati in pace con il marito Harald contrastano con i problemi d'amore del suo ex compagno Georg, che le ricorda il passato.

## L'orologio antico
- Titolo originale: Herr Pankraz, bitte!
- Diretto da: Eugen York
- Scritto da: Wolfgang Mühlbauer
- Interpreti: Günter Strack: Dr. Dieter Renz, Claus Theo Gärtner: Hermann Josef Matula, Wolfgang Bathke: Herr Pankraz, Horst Niendorf: Herr Matthis, Erica Schramm: Frau Hipp, Dagmar Biener: Frau Rutkowsky, Michael Hanemann: Herr Rutkowsky, Karin Kernke: Staatsanwältin, Joost Siedhoff: Richter, Heinz Rabe: Rentner, Hans Hessling: Rentner

### Trama
Una telefonata a sorpresa per il dr. Renz da una persona in custodia cautelare. Un ex direttore scolastico, Pankraz, è accusato di omicidio e si professa innocente.

## Il testimone
- Titolo originale: Der Zeuge
- Diretto da: Hans-Jürgen Tögel
- Scritto da: Karl Heinz Willschrei
- Interpreti: Günter Strack: Dr. Dieter Renz, Claus Theo Gärtner: Hermann Josef Matula, Hannelore Elsner: Janine Krüger, Rick Parsé: Erich Krüger, Heinz Werner Kraehkamp: Kurt Weber, Anke Engelsmann: Jutta Seigen, Hermann Treusch: Staatsanwalt, Uwe-Karsten Koch: Kommissar, Gerhard Retschy: Vorsitzender Richter, Helga Grimme: Haftrichterin, Sky Dumont: Barkeeper, Wolf-Dietrich Berg: Ober, Mogens von Gadow: Portier, Hans Zürn: Zocker, Jochen Rühlmann: Polizeibeamter, Barbara Auer: Mitarbeiterin im Massagesalon

### Trama
Erich e Janine Krüger fanno il bilancio della loro vita assieme. Si sono amati e odiati, pensano, si sono divisi e poi rimessi assieme. Si chiedono quando potranno avere un figlio?

## Appuntamento mancato
- Titolo originale: Tödliches Viereck
- Diretto da: Theo Mezger
- Scritto da: Manfred D. Lisson
- Interpreti: Günter Strack: Dr. Dieter Renz, Claus Theo Gärtner: Hermann Josef Matula, Monika Lundi: Karin Werner, Peter Arens: Dr. Werner, Claudia Wedekind: Susanne Krüger, Arthur Brauss: Harald Krüger, Ulli Kinalzik: Kommissar, Martin Jente: Portier

### Trama
Il dr. Werner mente a sua moglie da mesi, andando in viaggio di lavoro con la sua editrice Susanne Krüger. La moglie da parte sua decide di chiedere il divorzio dal marito, dopo che ha collaborato da sempre con lui nell'attività. Cerca aiuto per la separazione dall'avvocato Renz.

## Un piano andato in fumo
- Titolo originale: Strich durch die Rechnung
- Diretto da: Theo Mezger
- Scritto da: Karl Heinz Willschrei
- Interpreti: Günter Strack: Dr. Dieter Renz, Claus Theo Gärtner: Hermann Josef Matula, Harald Leipnitz: Claude Beaufort, Edda Dohrmann-Pastor: Agnes Beaufort, Lis Verhoeven: Katja Wiener, Wilfried Elste: Karl Wiener, Dieter Eppler: Chef der Kriminalpolizei, Aart Veder: Kommissar

### Trama
L'avvocato Renz incontra in hotel Nassauer Hof a Wiesbaden l'imprenditore francese Claude Beaufort, per tenere una conferenza. Durante il congresso il francese riceve una telefonata che dice che sua moglie è stata rapita, Frau Agnes. L'imprenditore chiederà aiuto a Renz.

## La vendetta di un pover'uomo
- Titolo originale: Die große Wut des kleinen Paschirbe
- Diretto da: Michael Lähn
- Scritto da: Horst Bosetzky
- Interpreti: Günter Strack: Dr. Dieter Renz, Claus Theo Gärtner: Hermann Josef Matula, Heinz Schubert: Paschirbe, Louise Martini: Eva Fuhrmann, Harald Kuhlmann: Hans-Joachim Rimbach, Sylvia Haider: Erika Rimbach, Wolfgang Preiss: Alfred Rohloff, Aenne Nau: Martha Ziegert, Hans Schulze: Herr Hallbauer, Gottfried Herbe: Dr. Kraatz

### Trama
Il giardiniere Paschirbe viene ingaggiato dalla moglie del banchiere Rimbach per dei lavori in giardino. Durante i lavori di demolizione di un casotto, scopre il cadavere di un uomo. Inizierà l'estorsione verso i Rimbach per tenere la bocca chiusa.